# Odontopera dentaria
Odontopera dentaria là một loài bướm đêm trong họ Geometridae.